# 蘭帕瑟斯 (德克薩斯州)
蘭帕瑟斯（英語：Lampasas）是一個位於美國德克薩斯州蘭帕瑟斯縣的城市。根據2010年美國人口普查，該地共人口6681人，而該地的面積約為16.10平方千米。同時該地也是蘭帕瑟斯縣的縣治。

## 地理
蘭帕瑟斯的座標為31°03′57″N 98°11′00″W / 31.06583°N 98.18333°W，而該地的平均海拔高度為313米（即1027英尺）。